# 感应寺塔
感应寺塔位于山西省临汾市曲沃县乐昌镇西南街村西大街2号，金代建筑风格。1985年4月，感应寺砖塔公布为曲沃县文物保护单位。2016年6月6日，感应寺塔公布为第五批山西省文物保护单位。